# ТЕС KivuWatt
2°4′6.9″ пд. ш. 29°19′12.2″ сх. д. / 2.068583° пд. ш. 29.320056° сх. д.
ТЕС KivuWatt — теплова електростанція на заході Руанди, розташована на мисі, що виступає в озеро Ківу. Вирізняється видом палива, оскільки розрахована на споживання вилученого з озерної води метану.
Води озера Ківу насичені метаном (запаси оцінюються у 60 млрд м³) та вуглекислим газом. З певною періодичністю (50-200 років) через досягнення критичної насиченості відбувається стрімке розгазування, що загрожує смертельною небезпекою оточуючим мешканцям. З урахуванням цього, було вирішено сприяти зменшенню концентрації метану у воді з одночасним виробництвом потрібної країні електроенергії.
Для відбору метану створили спеціально обладнану баржу довжиною 225 метрів, яку з ТЕС з'єднує занурений турбопровід. Саму станцію обладнано трьома дизель-генераторами фінської компанії Wärtsilä типу 34SG загальною потужністю 25 МВт. Згодом планується створити другу чергу потужністю 75 МВт, яка потребуватиме також додаткових барж для вилучення метану з води.
Роботи за проектом почались у 2011-му та завершились введенням в експлуатацію за чотири роки. Вартість його першої черги становила 142 млн доларів США.